# Пантанал (телесеріал, 2022)
«Пантанал» — бразильський телесеріал 2022 року у жанрі драми та створений компанією TV Globo. В головних ролях — Маркос Палмейра, Діра Паес, Жезуїта Барбоза, Аланіс Гільєн, Ірандхір Сантос, Каміла Моргадо, Жозе Лорето, Белла Кампос, Ізабель Тейшейра, Мурілу Бенісіу, Джуліано Казарре, Сельма Егрей.
Перша серія вийшла в ефір 28 березня 2022 року.
Серіал має 1 сезон. Завершився 167-м епізодом, який вийшов у ефір 7 жовтня 2022 року.
Режисер серіалу — Рожеріо Гомеш.
Сценарист серіалу — Бруно Лупері.
Серіал є ремейком однойменної теленовели, створеної та написаної Бенедіто Руї Барбозою та показаної на Rede Manchete у 1990 році.

## Сюжет
Головний герой серіалу Жові вирушив на пошуки батька, якого все життя вважав загиблим зі слів матері. У невеликому поселенні хлопцеві зіткнулися з конкуренцією в битві за любов батька. Але найбільшим одкровенням для нього стало знайомство з привабливою Жуммою Маруа, яка мала відношення до його сімейства.

## Актори та ролі
| Актор             | Роль                                                                  |
| ----------------- | --------------------------------------------------------------------- |
| Маркос Палмейра   | Хосе Леонсіо                                                          |
| Діра Паес         | Філомена Апаресіда                                                    |
| Жезуїта Барбоза   | Ховентіно Новаес Леонсіо                                              |
| Аланіс Гільєн     | Джума Марруа                                                          |
| Ірандхір Сантос   | Хосе Лукас Леонсіо / Хосе Лукас де Нада / Ховентіно Леонсіо (молодий) |
| Каміла Моргадо    | Ірма Брага Новаес                                                     |
| Жозе Лорето       | Тадеу Апаресідо Леонсіо                                               |
| Гуто              | Тіберіо Кавальканте                                                   |
| Белла Кампос      | Рут де Лурд                                                           |
| Ізабель Тейшейра  | Марія Перейра Сантос                                                  |
| Мурілу Бенісіу    | Теноріо Перейра Сантос                                                |
| Джуліано Казарре  | Алсідіш                                                               |
| Сельма Егрей      | Маріана Брага Новаес                                                  |
| Габріель Сатер    | Ксереу Тріндаді                                                       |
| Сілверо Перейра   | Закаріас Араужу до Насіменту                                          |
| Паула Барбоза     | Жозефа                                                                |
| Осмар Прадо       | Ховентіно Леонсіу                                                     |
| Джулія Далавія    | Марія Августа Перейра Сантос                                          |
| Лукас Лето        | Марсело Гонсалвес дос Сантос                                          |
| Аліне Боржес      | Зулейка Гонсалвес                                                     |
| Габріель Сантана  | Ренато Гонсалвес дос Сантос                                           |
| Кає Кампос        | Роберто Гонсалвес дос Сантос                                          |
| Алмір Сатер       | Євгеніо                                                               |
| Клаудіо Гальван   | Арі                                                                   |
| Томмі Скіаво      | Жоау Зоінью                                                           |
| Луччі Феррейра    | Даві                                                                  |
| Мареліс Родрігес  | Матильда                                                              |
| Джуліана Паес     | Марія Марруа                                                          |
| Енріке Діас       | Гіл                                                                   |
| Карін Телес       | Мадлен Брага Новаес                                                   |
| Леандро Ліма      | Леві                                                                  |
| «Како» Чоклер     | Густаво Соуса Аранья                                                  |
| Вікторія Росетті  | Наяра                                                                 |
| Марсела Феттер    | Еріка Чагурі                                                          |
| Ден Стульбах      | Ібраїм Мелло Чагурі                                                   |
| Гізела Райманн    | Інгрід Чагурі                                                         |
| Ренато Гус        | Хосе Леонсіо (молодий)                                                |
| Бруна Лінзмаєр    | Мадлен (молода)                                                       |
| Летісія Салль     | Філо (молодий)                                                        |
| Марія Родрігес    | Ірма (молода)                                                         |
| Габріель Штауффер | Густав (молодий)                                                      |
| Леопольдо Пачеко  | Антеро Новаес                                                         |
| Пауло Горгулью    | Сесі                                                                  |
| Джована Кордейро  | Фатіма (Чіко)                                                         |
| Ракель Карро      | Джакутінга (молода)                                                   |
| Туліо Старлінг    | Франциско                                                             |
| Чико Тейшейра     | Кім (молодий)                                                         |
| Глісеріо Росаріу  | Бруно                                                                 |
| Естер Діаш        | Кандіда                                                               |
| Клейтон Мораїш    | Рубем                                                                 |
| Пауло Джардіні    | Освальдо                                                              |
| Ора Фігейреду     | Регінальдо                                                            |
| Габріель Маніта   | Арі (молодий)                                                         |
| Рафаель Сандер    | Марчіньо Солано                                                       |
| Аманда Грімальді  | Мартінья                                                              |
| Ромеу Бенедікто   | Анаклето                                                              |
| Сезар Ферраріо    | Клементе                                                              |
| Ером Кордейро     | Лусіо                                                                 |
| Ренато Тейшейра   | Кім                                                                   |
| Глаусія Родрігес  | Ана                                                                   |
| Джексон Антунес   | Туліо                                                                 |
| Раїса Ксав'є      | Жасіра                                                                |
| Ліза Дель Дала    | Міріам                                                                |
| Лусіана Боргі     | Лікар Марія Євгенія                                                   |
| Рафаель Сіг       | Солано                                                                |
| Інгра Ліберату    | гість на весіллі                                                      |

## Сезони
| Сезон | Епізоди | Епізоди | Оригінальний показ | Оригінальний показ | Оригінальний показ |
| Сезон | Епізоди | Епізоди | Перший показ       | Останній показ     | Мережа             |
| ----- | ------- | ------- | ------------------ | ------------------ | ------------------ |
| 1     | 167     | 167     | 28 березня 2022    | 7 жовтня 2022      | TV Globo           |

## Аудиторія
| Сезон | Розклад     | Епізоди | Перший ефір          | Перший ефір    | Останній ефір      | Останній ефір  | Середня кількість глядачів (бали) |
| Сезон | Розклад     | Епізоди | Дата                 | Глядачі (бали) | Дата               | Глядачі (бали) | Середня кількість глядачів (бали) |
| ----- | ----------- | ------- | -------------------- | -------------- | ------------------ | -------------- | --------------------------------- |
| 1     | Пн–Сб 21:15 | 167     | 28 березня 2022 року | 28,3           | 7 жовтня 2022 року | 34,0           | 29,6                              |

## Рейтинги серій

### Сезон 1 (2022)
| Тиждень                  | Дата                     | Дата                     | День тижня               | День тижня               | День тижня               | День тижня               | День тижня               | День тижня               | Середній рейтинг за тиждень (бали) |
| Тиждень                  | початку тижня            | закінчення тижня         | понеділок                | вівторок                 | середа                   | четвер                   | п'ятниця                 | субота                   | Середній рейтинг за тиждень (бали) |
| 1                        | 28/03                    | 02/04/2022               | 28                       | 28                       | 22                       | 28                       | 27                       | 25                       | 26.3                               |
| 2                        | 04/04                    | 09/04/2022               | 29                       | 28                       | 27                       | 29                       | 27                       | 25                       | 27.5                               |
| 3                        | 11/04                    | 16/04/2022               | 29                       | 28                       | 28                       | 28                       | 26                       | 26                       | 27.5                               |
| 4                        | 18/04                    | 23/04/2022               | 29                       | 30                       | 24                       | 27                       | 25                       | 25                       | 26.7                               |
| 5                        | 25/04                    | 30/04/2022               | 30                       | 29                       | 30                       | 29                       | 29                       | 26                       | 28.8                               |
| 6                        | 02/05                    | 07/05/2022               | 30                       | 30                       | 30                       | 29                       | 29                       | 27                       | 29.2                               |
| 7                        | 09/05                    | 14/05/2022               | 31                       | 31                       | 27                       | 31                       | 29                       | 28                       | 29.5                               |
| 8                        | 16/05                    | 21/05/2022               | 32                       | 29                       | 31                       | 32                       | 30                       | 28                       | 30.3                               |
| 9                        | 23/05                    | 28/05/2022               | 32                       | 32                       | 33                       | 32                       | 30                       | 29                       | 31.3                               |
| 10                       | 30/05                    | 04/06/2022               | 32                       | 33                       | 31                       | 32                       | 31                       | 28                       | 31.2                               |
| 11                       | 06/06                    | 11/06/2022               | 32                       | 32                       | 28                       | 31                       | 31                       | 28                       | 30.3                               |
| 12                       | 13/06                    | 18/06/2022               | 33                       | 32                       | 27                       | 31                       | 30                       | 27                       | 30.0                               |
| 13                       | 20/06                    | 25/06/2022               | 31                       | 30                       | 27                       | 30                       | 29                       | 27                       | 29.0                               |
| 14                       | 27/06                    | 02/07/2022               | 30                       | 26                       | 30                       | 31                       | 29                       | 24                       | 28.3                               |
| 15                       | 04/07                    | 09/07/2022               | 31                       | 25                       | 30                       | 30                       | 28                       | 25                       | 28.2                               |
| 16                       | 11/07                    | 16/07/2022               | 31                       | 29                       | 26                       | 29                       | 28                       | 26                       | 28.2                               |
| 17                       | 18/07                    | 23/07/2022               | 31                       | 30                       | 27                       | 31                       | 28                       | 27                       | 29.0                               |
| 18                       | 25/07                    | 30/07/2022               | 30                       | 31                       | 29                       | 32                       | 30                       | 27                       | 29.8                               |
| 19                       | 01/08                    | 06/08/2022               | 32                       | 28                       | 32                       | 31                       | 31                       | 28                       | 30.3                               |
| 20                       | 08/08                    | 13/08/2022               | 32                       | 29                       | 31                       | 31                       | 30                       | 28                       | 30.2                               |
| 21                       | 15/08                    | 20/08/2022               | 32                       | 34                       | 28                       | 32                       | 33                       | 30                       | 31.5                               |
| 22                       | 22/08                    | 27/08/2022               | 34                       | 32                       | 28                       | 34                       | 30                       | 29                       | 31.2                               |
| 23                       | 29/08                    | 03/09/2022               | 31                       | 30                       | 29                       | 30                       | 29                       | 28                       | 29.5                               |
| 24                       | 05/09                    | 10/09/2022               | 30                       | 29                       | 30                       | 32                       | 30                       | 28                       | 29.8                               |
| 25                       | 12/09                    | 17/09/2022               | 32                       | 31                       | 29                       | 31                       | 31                       | 29                       | 30.5                               |
| 26                       | 19/09                    | 24/09/2022               | 33                       | 34                       | 33                       | 33                       | 31                       | 30                       | 32.3                               |
| 27                       | 26/09                    | 01/10/2022               | 33                       | 32                       | 30                       | 33                       | 32                       | 30                       | 31.7                               |
| 28                       | 03/10                    | 08/10/2022               | 34                       | 35                       | 30                       | 33                       | 34                       | 22                       | 31.3                               |
| Середній рейтинг серіалу | Середній рейтинг серіалу | Середній рейтинг серіалу | Середній рейтинг серіалу | Середній рейтинг серіалу | Середній рейтинг серіалу | Середній рейтинг серіалу | Середній рейтинг серіалу | Середній рейтинг серіалу | 29.63                              |

## Нагороди та номінації
| Рік      | Нагорода                      | Категорія                         | Номінанти                                      | Результат    |
| -------- | ----------------------------- | --------------------------------- | ---------------------------------------------- | ------------ |
| 2022 рік | SEC Awards                    | Показано на телебаченні           | Джуліана Паес                                  | Номінація    |
| 2022 рік | Troféu AIB de Imprensa        | Найкращий актор                   | Ірандхір Сантос                                | Номінація    |
| 2022 рік | Troféu AIB de Imprensa        | Найкраща акторка                  | Ізабель Тейшейра                               | Перемога     |
| 2022 рік | Premios Produ                 | Найкраща теленовела               | Пантанал                                       | Перемога     |
| 2022 рік | Prêmio Geração Glamour        | Відкриття акторка                 | Аланіс Гільєн                                  | Перемога     |
| 2022 рік | Prêmio Arcanjo                | Потокове телебачення              | Ізабель Тейшейра                               | Номінація    |
| 2022 рік | Rose d'Or                     | Найкраща теленовела               | Пантанал                                       | Номінація    |
| 2022 рік | Prêmio Noticiasdetv.com       | Найкраща теленовела               | Пантанал                                       | Перемога     |
| 2022 рік | Prêmio Noticiasdetv.com       | Найкраща акторка                  | Каміла Моргадо                                 | Перемога     |
| 2022 рік | Prêmio Noticiasdetv.com       | Найкращий актор                   | Маркос Палмейра                                | Перемога     |
| 2022 рік | Prêmio Noticiasdetv.com       | Найкращий актор                   | Мурілу Бенісіу                                 | Перемога     |
| 2022 рік | Prêmio Noticiasdetv.com       | Найкраща акторка другого плану    | Аліне Боржес                                   | Номінація    |
| 2022 рік | Prêmio Noticiasdetv.com       | Найкраща акторка другого плану    | Ізабель Тейшейра                               | Перемога     |
| 2022 рік | Prêmio Noticiasdetv.com       | Найкращий актор другого плану     | Джуліано Казарре                               | Номінація    |
| 2022 рік | Prêmio Noticiasdetv.com       | Найкращий актор другого плану     | Осмар Прадо                                    | Перемога     |
| 2022 рік | Prêmio Noticiasdetv.com       | Найкраща молода акторка           | Джулія Далавія                                 | Перемога     |
| 2022 рік | Prêmio Noticiasdetv.com       | Найкраща молодий актор            | Лукас Лето                                     | Перемога     |
| 2022 рік | Prêmio Noticiasdetv.com       | Найкраща акторка - відкриття      | Аланіс Гільєн                                  | Перемога     |
| 2022 рік | Prêmio Noticiasdetv.com       | Найкраща акторка - відкриття      | Белла Кампос                                   | Номінація    |
| 2022 рік | Prêmio Noticiasdetv.com       | Найкращий актор - відкриття       | Габріель Сатер                                 | Перемога     |
| 2022 рік | Prêmio Noticiasdetv.com       | Найкращий актор - відкриття       | Гуто                                           | Номінація    |
| 2022 рік | Prêmio Noticiasdetv.com       | Найкраща спеціальна жіноча роль   | Бруна Лінзмаєр                                 | Номінація    |
| 2022 рік | Prêmio Noticiasdetv.com       | Найкраща спеціальна жіноча роль   | Летісія Салль                                  | Перемога     |
| 2022 рік | Prêmio Noticiasdetv.com       | Найкраща спеціальна жіноча роль   | Малу Родрігес                                  | Номінація    |
| 2022 рік | Prêmio Noticiasdetv.com       | Найкраща спеціальна чоловіча роль | Енріке Діас                                    | Номінація    |
| 2022 рік | Prêmio Noticiasdetv.com       | Найкраща спеціальна чоловіча роль | Ірандхір Сантос                                | Номінація    |
| 2022 рік | Prêmio Noticiasdetv.com       | Найкраща спеціальна чоловіча роль | Ренато Гус                                     | Перемога     |
| 2022 рік | Prêmio Noticiasdetv.com       | Найкращий дитячий актор           | Кає Кампос                                     | Номінація    |
| 2022 рік | Prêmio Noticiasdetv.com       | Найкращий дитячий актор           | Густаво Коразіні                               | Перемога     |
| 2022 рік | Prêmio Noticiasdetv.com       | Найкращий дитячий актор           | Тейлс Міранда                                  | Номінація    |
| 2022 рік | Melhores do Ano NaTelinha     | Найкраща теленовела               | Пантанал                                       | Номінація    |
| 2022 рік | Melhores do Ano NaTelinha     | Найкращий актор                   | Маркос Палмейра                                | Номінація    |
| 2022 рік | Melhores do Ano NaTelinha     | Найкращий актор                   | Мурілу Бенісіу                                 | Перемога     |
| 2022 рік | Melhores do Ano NaTelinha     | Найкращий актор                   | Осмар Прадо                                    | Номінація    |
| 2022 рік | Melhores do Ano NaTelinha     | Найкраща акторка                  | Аланіс Гільєн                                  | Номінація    |
| 2022 рік | Melhores do Ano NaTelinha     | Найкраща акторка                  | Діра Паес                                      | Номінація    |
| 2022 рік | Melhores do Ano NaTelinha     | Найкраща акторка                  | Ізабель Тейшейра                               | Номінація    |
| 2022 рік | Acervo Awards                 | Акторка року                      | Аланіс Гільєн                                  | Перемога     |
| 2022 рік | Acervo Awards                 | Актор року                        | Жезуїта Барбоза                                | Перемога     |
| 2022 рік | Potências! O Prêmio do Agora  | Найкращий актор                   | Лукас Лето                                     | Номінація    |
| 2022 рік | Potências! O Prêmio do Agora  | Найкраща акторка                  | Аліне Боржес                                   | Перемога     |
| 2022 рік | Troféu Raça Negra             | Найкраща акторка                  | Аліне Боржес                                   | Перемога     |
| 2022 рік | BreakTudo Awards              | Народна акторка                   | Аланіс Гільєн                                  | Номінація    |
| 2022 рік | BreakTudo Awards              | Народна акторка                   | Ізабель Тейшейра                               | Номінація    |
| 2022 рік | BreakTudo Awards              | Народний актор                    | Жезуїта Барбоза                                | Номінація    |
| 2022 рік | Melhores do Ano               | Найкраща теленовела               | Пантанал                                       | Перемога     |
| 2022 рік | Melhores do Ano               | Найкраща акторка                  | Аланіс Гільєн                                  | Номінація    |
| 2022 рік | Melhores do Ano               | Найкраща акторка                  | Діра Паес                                      | Номінація    |
| 2022 рік | Melhores do Ano               | Найкраща акторка                  | Ізабель Тейшейра                               | Перемога     |
| 2022 рік | Melhores do Ano               | Найкращий актор                   | Маркос Палмейра                                | Номінація    |
| 2022 рік | Melhores do Ano               | Найкращий актор                   | Мурілу Бенісіу                                 | Перемога     |
| 2022 рік | Melhores do Ano               | Найкраща акторка другого плану    | Белла Кампос                                   | Перемога     |
| 2022 рік | Melhores do Ano               | Найкраща акторка другого плану    | Каміла Моргадо                                 | Номінація    |
| 2022 рік | Melhores do Ano               | Найкращий актор другого плану     | Джуліано Казарре                               | Номінація    |
| 2022 рік | Melhores do Ano               | Найкращий актор другого плану     | Осмар Прадо                                    | Перемога     |
| 2022 рік | Melhores do Ano               | Найкращий актор другого плану     | Сілверо Перейра                                | Номінація    |
| 2022 рік | Prêmio Contigo! Online        | Найкраща теленовела               | Пантанал                                       | Номінація    |
| 2022 рік | Prêmio Contigo! Online        | Найкраща акторка                  | Аланіс Гільєн                                  | Номінація    |
| 2022 рік | Prêmio Contigo! Online        | Найкращий актор                   | Маркос Палмейра                                | Номінація    |
| 2022 рік | Prêmio Contigo! Online        | Найкраща акторка другого плану    | Ізабель Тейшейра                               | Номінація    |
| 2022 рік | Prêmio Contigo! Online        | Найкращий актор другого плану     | Жозе Лорето                                    | Номінація    |
| 2022 рік | Prêmio Contigo! Online        | Найкращий актор другого плану     | Осмар Прадо                                    | Перемога     |
| 2022 рік | Prêmio Contigo! Online        | Телевізійне відкриття             | Белла Кампос                                   | Номінація    |
| 2022 рік | Prêmio Contigo! Online        | Телевізійне відкриття             | Габріель Сатер                                 | Номінація    |
| 2022 рік | Prêmio Contigo! Online        | Телевізійне відкриття             | Гуто                                           | Номінація    |
| 2022 рік | Prêmio Contigo! Online        | Найкращий дитячий актор           | Густаво Коразіні                               | Перемога     |
| 2022 рік | Prêmio Contigo! Online        | Найкращий дитячий актор           | Тейлс Міранда                                  | Номінація    |
| 2022 рік | Venice TV Award               | Найкраща теленовела               | Пантанал                                       | Номінація    |
| 2022 рік | Melhores do Ano AnaMaria      | Найкраща теленовела               | Пантанал                                       | Перемога     |
| 2022 рік | Melhores do Ano AnaMaria      | Актор року                        | Габріель Сатер                                 | Номінація    |
| 2022 рік | Melhores do Ano AnaMaria      | Актор року                        | Маркос Палмейра                                | Номінація    |
| 2022 рік | Melhores do Ano AnaMaria      | Актор року                        | Мурілу Бенісіу                                 | Перемога     |
| 2022 рік | Melhores do Ano AnaMaria      | Акторка року                      | Аланіс Гільєн                                  | Номінація    |
| 2022 рік | Melhores do Ano AnaMaria      | Акторка року                      | Ізабель Тейшейра                               | Перемога     |
| 2022 рік | Splash Awards                 | Найкраща теленовела               | Пантанал                                       | Перемога     |
| 2022 рік | Splash Awards                 | Найкраща акторка                  | Аланіс Гільєн                                  | Номінація    |
| 2022 рік | Splash Awards                 | Найкраща акторка                  | Ізабель Тейшейра                               | Перемога     |
| 2022 рік | Veja Rio: Cariocas do Ano     | Телебачення                       | Маркос Палмейра                                | Перемога     |
| 2022 рік | Prêmio Área VIP               | Найкраща теленовела               | Пантанал                                       | Перемога     |
| 2022 рік | Prêmio Área VIP               | Найкраща акторка                  | Аланіс Гільєн                                  | Номінація    |
| 2022 рік | Prêmio Área VIP               | Найкраща акторка                  | Діра Паес                                      | Номінація    |
| 2022 рік | Prêmio Área VIP               | Найкраща акторка                  | Ізабель Тейшейра                               | Номінація    |
| 2022 рік | Prêmio Área VIP               | Найкращий актор                   | Маркос Палмейра                                | Номінація    |
| 2022 рік | Prêmio Área VIP               | Найкращий актор                   | Мурілу Бенісіу                                 | Перемога     |
| 2022 рік | Prêmio Área VIP               | Найкращий актор                   | Осмар Прадо                                    | Номінація    |
| 2022 рік | Prêmio Área VIP               | Найкращий персонаж                | Ізабель Тейшейра - Марія Перейра Сантос        | Перемога     |
| 2022 рік | Prêmio Área VIP               | Найкращий персонаж                | Аланіс Гільєн - Джума Марруа                   | Номінація    |
| 2022 рік | Prêmio Área VIP               | Найкращий персонаж                | Осмар Прадо - Ховентіно Леонсіу                | Номінація    |
| 2022 рік | Prêmio Área VIP               | Найкращий персонаж                | Сілверо Перейра - Закаріас Араужу до Насіменту | Номінація    |
| 2022 рік | Prêmio Área VIP               | Медійне викриття                  | Белла Кампос                                   | Номінація    |
| 2022 рік | Capricho Awards               | Народний артист (аудіовізуальний) | Аланіс Гільєн                                  | Номінація    |
| 2022 рік | Prêmio TVPédia Brasil         | Найкраща теленовела               | Пантанал                                       | Перемога     |
| 2022 рік | Prêmio TVPédia Brasil         | Найкраща акторка                  | Діра Паес                                      | Перемога     |
| 2022 рік | Prêmio TVPédia Brasil         | Найкращий актор                   | Маркос Палмейра                                | Номінація    |
| 2022 рік | Prêmio TVPédia Brasil         | Найкраща акторка другого плану    | Ізабель Тейшейра                               | Перемога     |
| 2022 рік | Prêmio TVPédia Brasil         | Найкращий актор другого плану     | Габріель Сатер                                 | Перемога     |
| 2022 рік | Prêmio TVPédia Brasil         | Найкращий актор другого плану     | Ірандхір Сантос                                | Номінація    |
| 2022 рік | Istoé: Brasileiros do Ano     | Телевізійна акторка               | Ізабель Тейшейра                               | Перемога     |
| 2022 рік | Melhores e Piores de TV Press | Найкраща теленовела               | Пантанал                                       | Перемога     |
| 2022 рік | Melhores e Piores de TV Press | Кращий автор                      | Бруно Лупері                                   | Перемога     |
| 2022 рік | Melhores e Piores de TV Press | Найкращий актор                   | Мурілу Бенісіу                                 | Перемога     |
| 2022 рік | Prêmio Jovem Brasileiro       | Найкраще телешоу або мильна опера | Пантанал                                       | Номінація    |
| 2022 рік | Prêmio Jovem Brasileiro       | Найкраща акторка                  | Аланіс Гільєн                                  | Номінація    |
| 2023 рік | Troféu Internet               | Найкраща теленовела               | Пантанал                                       | В очікуванні |
| 2023 рік | Troféu Internet               | Найкращий актор                   | Джуліано Казарре                               | В очікуванні |
| 2023 рік | Troféu Internet               | Найкращий актор                   | Маркос Палмейра                                | В очікуванні |
| 2023 рік | Troféu Internet               | Найкращий актор                   | Мурілу Бенісіу                                 | В очікуванні |
| 2023 рік | Troféu Internet               | Найкращий актор                   | Осмар Прадо                                    | В очікуванні |
| 2023 рік | Troféu Internet               | Найкраща акторка                  | Діра Паес                                      | В очікуванні |
| 2023 рік | Troféu Internet               | Найкраща акторка                  | Джуліана Паес                                  | В очікуванні |
| 2023 рік | Troféu Internet               | Відкриття                         | Аланіс Гільєн                                  | В очікуванні |
| 2023 рік | Troféu Internet               | Відкриття                         | Белла Кампос                                   | В очікуванні |
| 2023 рік | Troféu Internet               | Відкриття                         | Габріель Сатер                                 | В очікуванні |
| 2023 рік | Troféu Internet               | Відкриття                         | Ізабель Тейшейра                               | В очікуванні |
| 2023 рік | Prêmio APCA de Televisão      | Найкраща теленовела               | Пантанал                                       | Перемога     |
| 2023 рік | Prêmio APCA de Televisão      | Найкраща акторка                  | Діра Паес                                      | Номінація    |
| 2023 рік | Prêmio APCA de Televisão      | Найкраща акторка                  | Ізабель Тейшейра                               | Перемога     |
| 2023 рік | Prêmio APCA de Televisão      | Найкращий актор                   | Маркос Палмейра                                | Номінація    |
| 2023 рік | Prêmio APCA de Televisão      | Найкращий актор                   | Мурілу Бенісіу                                 | Номінація    |
| 2023 рік | Prêmio APCA de Televisão      | Найкращий актор                   | Осмар Прадо                                    | Перемога     |
| 2023 рік | Prêmio Faz Diferença          | ТБ                                | Пантанал                                       | Перемога     |
| 2023 рік | Emmy Internacional            | Найкраща теленовела               | Пантанал                                       | Номінація    |

## Інші версії
| Рік  | Країна   | Українська назва | Оригінальна назва | Кількість | Кількість | В головних ролях | Компанія      | Канал         |
| Рік  | Країна   | Українська назва | Оригінальна назва | сезонів   | серій     | В головних ролях | Компанія      | Канал         |
| ---- | -------- | ---------------- | ----------------- | --------- | --------- | --- | ------------- | ------------- |
| 1990 | Бразилія | Пантанал         | Pantanal          | 1         | 216       | Клаудіо Марзо, Маркос Вінтер, Кріштіана Олівейра, Пауло Горгулью, Жуссара Фрейре, Маркос Палмейра, Антоніо Петрін, Анхела Леаль | Rede Manchete | Rede Manchete |